# Hiponatremia
La hiponatremia es un trastorno hidroelectrolítico caracterizado por una concentración de sodio (Na) en plasma por debajo de 135 mmol/L. El sodio (Na) es un electrolito cuya concentración en el plasma (natremia) es regulada con precisión mediante diferentes mecanismos. En condiciones normales su concentración se encuentra entre 135-145 mmol/L, y es el principal determinante de la osmolaridad plasmática.
Cuando la natremia es inferior a 135 mmol/L y se acompaña de hipoosmolaridad plasmática, se produce un movimiento de agua a favor del gradiente osmótico desde el compartimento extracelular al intracelular, causando un estado de hiperhidratación (edema celular).

## Epidemiología
Es la alteración hidroelectrolítica más frecuente en la práctica clínica. La incidencia de la hiponatremia varía en función de las series estudiadas, las técnicas de laboratorio y los puntos de corte utilizados como referencia. En general, para un punto de corte de 135 mmol/L la incidencia oscila entre el 8% en pacientes ambulatorios y el 15-30% en pacientes hospitalizados.
Algunos autores consideran como punto de corte 138 mmol/L, ya que por debajo aumenta la mortalidad de forma estadísticamente significativa, lo que representaría una incidencia aproximada del 40 % en pacientes hospitalizados. Sin embargo, el mayor porcentaje corresponde a casos leves (130-134 mmol/L), siendo la incidencia global de los casos moderados-graves (<130 mmol/L) del 1-4 % aproximadamente.

## Clasificación

### Según el volumen extracelular
La hiponatremia se divide en tres tipos en función del estado de volumen del líquido extracelular, que a su vez depende del sodio corporal total (no de la concentración plasmática de sodio): hipovolémica (descendido), euvolémica (normal) e hipervolémica (aumentado).
Tanto la hiponatremia hipovolémica (por bajo volumen circulante efectivo) como la hipervolémica (por patología cardiaca, renal o hepática) se caracterizan por la potente activación de mecanismos neurohormonales, tales como la hormona antidiurética (ADH), el sistema renina-angiotensina-aldosterona (RAAS) y el sistema nervioso simpático, que estimulan la reabsorción de sodio y agua a nivel renal.
La hiponatremia euvolémica suele presentarse con volumen circulante efectivo normal o alto, a pesar de lo cual pueden existir niveles inadecuadamente elevados de ADH en plasma.

### Según la profundidad bioquímica
Desde el punto de vista de profundidad bioquímica, la hiponatremia se divide en tres grupos:
- Leve: Entre 130-134 mmol/L.
- Moderada: Entre 125-129 mmol/L.
- Grave: Menor de 125 mmol/L.

### Según el tiempo de evolución
Las células cerebrales se adaptan al ambiente hipotónico reduciendo las moléculas osmóticamente activas en su interior, en un proceso que tarda 48-72 horas y define la adaptación a la hiponatremia crónica. Por convenio se considera hiponatremia crónica la que tiene un tiempo de evolución mayor de 48 horas o desconocido, y aguda la que tiene un tiempo de evolución menor de 48 horas.

## Causas
- Hipovolémica
  - Pérdidas renales de sodio: Insuficiencia suprarrenal primaria, hipoaldosteronismo primario, síndrome pierde-sal cerebral, tratamiento con diuréticos tiazídicos.
  - Pérdidas extrarrenales de sodio: Pérdidas gastrointestinales (diarrea, vómitos), tercer espacio (pancreatitis, íleo paralítico...).
- Euvolémica: Por la presencia de niveles circulantes de ADH a pesar de la hipoosmolalidad, o por la alteración del mecanismo renal de dilución urinaria. En ambos casos existe un impedimento para la eliminación del exceso de agua libre.
  - Síndrome de secreción inadecuada de ADH.
  - Fármacos que alteran el mecanismo de dilución urinaria: Diuréticos tiazídicos, análogos de ADH (desmopresina, terlipresina), antiinflamatorios no esteroideos.
  - Insuficiencia suprarrenal secundaria.
  - Ejercicio físico intenso.
  - Alteración de los osmorreceptores (reset osmostat).
  - Potomanía y polidipsia (tea & toast syndrome, beer potomania).
- Hipervolémica
  - Insuficiencia cardiaca.
  - Cirrosis hepática.
  - Enfermedad renal crónica avanzada.
  - Síndrome nefrótico.

## Clínica
Los síntomas y signos producto de la hiponatremia se deben a las alteraciones cerebrales secundarias al estado hipoosmolar, y se agrupan dentro de la denominada encefalopatía hiponatrémica. Son muy inespecíficos y heterogéneos, y dependen tanto de la velocidad de instauración como de la gravedad de la alteración hidroelectrolítica, así como de la susceptibilidad individual.

### Encefalopatía hiponatrémica moderada-grave
La hiponatremia grave (<125 mmol/L) o de instauración aguda suele acompañarse de clínica derivada del edema cerebral. Cuando la hipoosmolaridad se instaura de forma aguda superando los mecanismos de adaptación, el incremento del tamaño celular inducirá un edema cerebral comprimiendo pequeños vasos y causando isquemia e infartos. Puede comenzar como un cuadro confusional con náuseas y vómitos, desorientación y somnolencia, evolucionando hacia el estupor y el coma con convulsiones y distrés respiratorio. En el peor de los casos se puede llegar a la herniación cerebral con compresión del tronco del encéfalo y la muerte.
La coexistencia de hipoxemia y/o procesos expansivos intracraneales aumenta la gravedad del cuadro. Los niños, las mujeres en edad fértil y las personas con procesos cerebrales expansivos (tumores, hemorragias…) tienen mayor riesgo de padecer clínica grave, mientras que los ancianos y personas con atrofia cerebral tendrán mejor tolerancia.
En un estudio con casi 300 pacientes geriátricos con hiponatremia grave los síntomas y signos más frecuentemente reportados fueron:
- Debilidad generalizada 69 %
- Astenia 59 %
- Náuseas 44 %
- Caídas 36 %
- Alteraciones de la marcha 31 %
- Vómitos 30 %

### Encefalopatía hiponatrémica leve
En casos leves-moderados (≥125 mmol/L) o de instauración lenta la clínica puede ser muy sutil y difícil de distinguir de otros procesos subyacentes, por lo que es frecuente que estos pacientes sean etiquetados como “asintomáticos”. El mecanismo de adaptación al estado hipoosmolar crónico conlleva la pérdida de osmolitos orgánicos por parte de las células cerebrales, principalmente neurotransmisores. Una anamnesis y una exploración detalladas pueden revelar la presencia de cefalea persistente, bradipsiquia, alteraciones de la memoria, déficits cognitivos y trastornos de la marcha.
Diversos estudios han demostrado que pacientes ancianos con hiponatremia crónica considerada “asintomática” obtienen puntuaciones significativamente peores en las pruebas de evaluación geriátrica comparados con pacientes eunatrémicos, y que su corrección mejora los trastornos de la marcha. Un metaanálisis de 12 estudios ha revelado también la fuerte relación de la hiponatremia crónica con el riesgo de fracturas por el aumento en la frecuencia de caídas y el desarrollo de osteoporosis.

## Tratamiento
El tratamiento de la hiponatremia depende del estado de volumen extracelular, de su profundidad bioquímica, y del grado de encefalopatía hiponatrémica. Siempre debe tratarse la causa subyacente, si es posible. De forma esquemática y resumida el tratamiento es el siguiente:
- Encefalopatía hiponatrémica grave: Solución salina hipertónica (cloruro sódico 3 %) en bolo intravenoso.
- Encefalopatía hiponatrémica leve-moderada
  - Hipovolémica: Soluciones de rehidratación oral, soluciones cristaloides isotónicas intravenosas (suero salino fisiológico, Ringer lactato, soluciones balanceadas).
  - Euvolémica: Restricción de ingesta de líquidos, furosemida, tolvaptán, urea.
  - Hipervolémica: Restricción en la ingesta de líquidos + tratamientos específicos según la causa.

Como regla general, en la hiponatremia crónica o de tiempo de evolución desconocido, el ritmo de corrección no debe superar los 8 mmol/L por día para minimizar el riesgo de desmielinización osmótica.